# Richard Leupold
Richard Leupold (* 3. August 1997 in Dresden) ist ein deutscher Skilangläufer.

## Werdegang
Leupold wuchs in Dresden und Oslo auf. Seit etwa 2004 startet er für den SK Dresden-Niedersedlitz, besuchte das Sportgymnasium in Oberwiesenthal und nahm von 2012 bis 2017 an U18 und U20-Rennen im Alpencup teil. Beim Europäischen Olympischen Winter-Jugendfestival 2015 in Steg kam er auf den 29. Platz über 7,5 km Freistil, auf den neunten Rang über 10 km klassisch und auf den siebten Platz im Sprint. Im folgenden Jahr belegte er bei den Nordischen Junioren-Skiweltmeisterschaften 2016 in Râșnov den 41. Platz über 10 km klassisch, den neunten Rang mit der Staffel und den fünften Platz im Sprint. Im Dezember 2017 startete er in St. Ulrich am Pillersee erstmals im Alpencup und errang dabei den 67. Platz im Sprint. Sein Debüt im Weltcup hatte er im Januar 2018 in Dresden, das er auf dem 63. Platz im Sprint beendete. Bei den U23-Weltmeisterschaften 2018 in Goms lief er auf den 59. Platz im Sprint und bei den U23-Weltmeisterschaften 2019 in Lahti auf den 52. Platz im 30-km-Massenstartrennen und auf den 12. Rang im Sprint. Im Januar 2020 errang er beim Alpencup in Campra mit dem dritten Platz im Sprint seine erste Podestplatzierung in dieser Rennserie und holte in Oberstdorf mit dem 25. Platz im Sprint seine ersten Weltcuppunkte. Im folgenden Monat wurde er bei den deutschen Skilanglaufmeisterschaften in Oberstdorf deutscher Meister im Sprint. Bei den U23-Weltmeisterschaften 2020 in Oberwiesenthal lief er auf den 20. Platz über 15 km klassisch, auf den siebten Rang mit der Staffel und auf den sechsten Platz im Sprint.